# スタディオン・ルイェヴィツァ
スタディオン・ルイェヴィツァ（Stadion Rujevica）は、クロアチア・リエカにあるサッカー専用スタジアム。HNKリエカがホームスタジアムとして使用している。

## 概要
2014年9月15日、HNKリエカの会長ダミル・ミシュコヴィッチらの尽力もあってこの日に新スタジアムの建設工事がスタートし、竣工直前の2015年7月にはクロアチアサッカー連盟よりスタジアムとしてのライセンスが付与された。こけら落としは2015年8月2日のHNKリエカ対NKロコモティヴァ・ザグレブのリーグ戦であり、マリン・レオヴァツの決勝点によりリエカが1-0で勝利を飾った。
2017年5月、UEFA主催の大会を開催するために北側スタンドの拡張工事に着工し、2017年7月21日、拡張工事は竣工して収容人数が約2,200人増加した。
収容人数2,775人を誇る西スタンド以外は屋根に覆われておらず、アウェーサポーターに割り当てられる南スタンドはわずか412人収容のスタンドとなっている。

## 開催された主な試合
- 国際Aマッチ

| 日付           | ホームチーム | 結果 | アウェーチーム | ラウンド                      |
| -------------- | ------------ | ---- | -------------- | ----------------------------- |
| 2016年6月4日   | クロアチア   | 10-0 | サンマリノ     | 親善試合                      |
| 2017年10月9日  | クロアチア   | 1-1  | フィンランド   | 2018 FIFAワールドカップ・予選 |
| 2018年10月12日 | クロアチア   | 0-0  | イングランド   | UEFAネーションズリーグ2018-19 |
| 2018年10月15日 | クロアチア   | 2-1  | ヨルダン       | 親善試合                      |
| 2019年11月16日 | クロアチア   | 3-1  | スロバキア     | UEFA EURO 2020予選            |
| 2021年3月27日  | クロアチア   | 1-0  | キプロス       | 2022 FIFAワールドカップ・予選 |
| 2021年3月30日  | クロアチア   | 3-0  | マルタ         | 2022 FIFAワールドカップ・予選 |